# Vailly-sur-Aisne
Vailly-sur-Aisne je naselje in občina v severnem francoskem departmaju Aisne regije Pikardije. Leta 1999 je naselje imelo 2.081 prebivalcev.

## Geografija
Kraj se nahaja v pokrajini Soissonais na desnem bregu reke Aisne, 18 km vzhodno od Soissonsa.

## Administracija
Vailly-sur-Aisne je sedež istoimenskega kantona, v katerega so poleg njegove vključene še občine Aizy-Jouy, Allemant, Braye, Bucy-le-Long, Celles-sur-Aisne, Chavignon, Chavonne, Chivres-Val, Clamecy, Condé-sur-Aisne, Filain, Laffaux, Margival, Missy-sur-Aisne, Nanteuil-la-Fosse, Neuville-sur-Margival, Ostel, Pargny-Filain, Pont-Arcy, Sancy-les-Cheminots, Soupir, Terny-Sorny, Vaudesson, Vregny in Vuillery z 9.777 prebivalci.
Kanton je sestavni del okrožja Soissons.

## Zanimivosti
- ostanki rimskega kopališča, vile, severno od kraja,
- Notredamska cerkev iz 12. do 13. stoletja.

1. ↑  »Populations légales 2016«. Nacionalni inštitut za statistične in gospodarske raziskave. Pridobljeno 25. aprila 2019.